# Buick Model B
La Model B è un'autovettura prodotta dalla Buick nel 1904. È stato il primo modello realizzato dalla casa automobilistica statunitense. Alla Model B successe la Model C, che fu poi sostituita dalle Model F e G (1906-1910). A queste ultime successero le Model 14 e 14B, che furono invece in produzione fino al 1911.

## Storia

### Model B (1904)
Il modello era dotato di un motore a due cilindri da 2.606 cm³ di cilindrata che erogava 21 CV di potenza a 1.230 giri/min. Il propulsore era anteriore, mentre la trazione era posteriore. Il moto alle ruote posteriori era trasmesso tramite una catena.
Il modello è stato presentato il 13 agosto 1904. Furono prodotti 37 esemplari. La Model B partecipò anche alle competizioni. Un esemplare vinse la Eagle Rock nel 1904, mentre un altro si impose alla Race to the Clouds sul monte Washington.

### Model C (1905)
Nel 1905 la Model B è stata sostituita dalla Model C. Il motore montato sul nuovo modello derivava da quello della vettura antenata. In particolare, la cilindrata venne mantenuta la stessa, mentre la potenza crebbe a 22 CV. Di Model C ne furono prodotti 750 esemplari. 

### Model F e G (1906–1910)
Nel 1906 fu lanciata sui mercati la Model F che era, in sostanza, una versione aggiornata della Model C. Il motore era il medesimo di quello della vettura antenata. Nel 1909 fu introdotta la Model G. Strutturalmente era molto simile alla Model F, ma era dotata di una carrozzeria roadster.
Dal 1906 tutti i modelli Buick furono dotati di un impianto d'illuminazione ad acetilene. Nel 1907 e nel 1908 ci furono due aumenti consecutivi dell'interasse che passò, rispettivamente, da 2.210 mm a 2.261 mm e da 2.261 mm a 2.337 mm. Nel 1908 furono modernizzati anche i corpi vettura.
Di Model F ne furono realizzati 15.709 esemplari, mentre di Model G ne furono prodotte 1.091 unità. 

### Model 14 e 14B (1910–1911)
Nel 1910 la versione roadster della precedente coppia di vetture, la Model G, fu sostituita dalla Model 14. La Model 14 era caratterizzata dall'avere il serbatoio sotto i sedili. In contemporanea fu lanciata sui mercati la 14B, ovvero una versione modificata che aveva, tra l'altro, il serbatoio posto dietro ai sedili. Entrambi i modelli erano equipaggiati con un motore a due cilindri da 2.081 cm³ di cilindrata che erogava 14,2 CV di potenza. La trasmissione era a catena.
In totale, tra Model 14 e Model 14B, furono prodotti 3.300 esemplari. Le due vetture furono gli ultimi modelli Buick con motore a due cilindri. Uscirono di produzione nel 1912 senza essere sostituiti da nessun altro modello.